# Luật Magnitsky
Luật Magnitsky, chính thức được gọi là Russia and Moldova Jackson-Vanik Repeal and Sergei Magnitsky Rule of Law Accountability Act of 2012, là một dự luật được thông qua bởi quốc hội Hoa Kỳ vào tháng 12 năm 2012. Dự luật này được ký bởi tổng thống Barack Obama vào ngày 14 tháng 12 năm 2012, với ý định trừng phạt các quan chức Nga chịu trách nhiệm về cái chết của kế toán thuế Nga Sergei Magnitsky trong nhà tù Moskva năm 2009.
Năm 2016, đạo luật Global Magnitsky Act (Global Magnitsky Human Rights Accountability Act) được ban hành, áp dụng trên quy mô toàn cầu, ủy quyền cho chính phủ Hoa Kỳ xử phạt những người mà họ coi là người vi phạm nhân quyền, đóng băng tài sản của họ và cấm họ vào Hoa Kỳ.

## Lịch sử
Vào năm 2009, luật sư Sergei Magnitsky chết trong tù ở Moskva sau khi điều tra những gian lận có dính líu đến các viên chức thuế quan Nga.
Chính Magnitsky lại bị buộc tội lừa đảo và bị giam giữ. Trong khi ở trong tù, Magnitsky bị bệnh sỏi mật, viêm tụy và viêm túi mật và bị từ chối điều trị y tế trong nhiều tháng. Sau gần một năm tù, ông bị đánh đến chết trong khi bị giam giữ. Bill Browder, một doanh nhân Mỹ nổi tiếng và là bạn của Magnitsky, đã công bố vụ này và lôi kéo các quan chức Mỹ ra luật để trừng phạt các cá nhân người Nga tham gia vào cuộc tham nhũng. Browder đã đưa vụ việc lên Thượng nghị sĩ Benjamin Cardin và John McCain, người tiến hành đề xuất luật.

## Luật
Vào tháng 6 năm 2012, ủy ban đối ngoại Hoa Kỳ (United States House Committee on Foreign Affairs) cho thông qua dự luật được gọi là the Sergei Magnitsky Rule of Law Accountability Act of 2012 (H.R. 4405). Ý định chính của luật này là để trừng phạt những quan chức Nga mà bị cho là chịu trách nhiệm tới cái chết của ông Sergei Magnitsky bằng cách cấm không cho họ vào Hoa Kỳ và dùng những hệ thống ngân hàng nước này. Vào ngày 6 tháng 12 thì thượng nghị viện đã cho thông qua luật này., mà được ký bởi tổng thống Barack Obama vào ngày 14 tháng 12 năm 2012.

## Cá nhân bị ảnh hưởng
Chính quyền Obama công báo danh sách của 18 cá nhân bị liên lụy đến luật này vào tháng 4 năm 2013. Trong đó có:
- Artyom Kuznetsov, Nhân viên kiểm soát thuế địa phận Moskva thuộc bộ Nội vụ.
- Pavel Karpov, Nhân viên kiểm soát thuế địa phận Moskva thuộc bộ Nội vụ.
- Oleg F. Silchenko, Nhân viên kiểm soát thuế thuộc bộ Nội vụ.
- Olga Stepanova, Trưởng phòng thuế vụ số 28 Moskva
- Yelena Stashina, quan tòa địa phận Tverskoy, người đã gia hạn việc giam giữ Magnitsky
- Andrey Pechegin, kiểm sát viên
- Aleksey Droganov
- Yelena Khimina
- Dmitriy Komnov
- Aleksey Krivoruchko, quan tòa địa phận Tverskoy
- Oleg Logunov
- Sergei G. Podoprigorov, quan tòa địa phận Tverskoy
- Ivan Pavlovitch Prokopenko
- Dmitri M. Tolchinskiy
- Svetlana Ukhnalyova
- Natalya V. Vinogradova
- Kazbek Dukuzov, tha bổng trong vụ án ám sát Paul Klebnikov
- Lecha Bogatyrov, cầm quyền Áo cho là đã hạ sát Umar Israilov

## Phản ứng chính phủ Nga
Để trả đũa luật Magnitsky, chính phủ Nga cho ra luật Dima Yakovlev, cấm không cho người Hoa Kỳ nhận trẻ em Nga làm con nuôi, cũng như xử người đã chết, ông Magnitsky, là có tội. 

Sau đó họ ra một luật cấm các công dân Hoa Kỳ không được làm việc với các tổ chức chính trị phi chính phủ ở Nga. Gần đây họ ra thêm một luật cấm bất kỳ người ngoại quốc nào được nói chuyện trên các đài truyền hình nhà nước, nếu họ làm mất uy tín nước Nga.
Ngoài ra, chính phủ Nga được tường thuật đã vận động hành lang chống lại đạo luật này thông qua một công ty quan hệ công chúng do Kenneth Duberstein đứng đầu. Sau đó, một luật sư người Nga, Natalia Veselnitskaya cũng đã được thuê để vận động hành lang chống lại Đạo luật Magnitsky ở Mỹ. Cô đã thiết lập một cuộc họp với Donald Trump Jr., với mục đích thảo luận về vấn đề này.

## Phản ứng chính phủ Anh
Báo chí Anh tường thuật vào tháng 7 năm 2013, bộ Nội vụ Anh cũng đã cấm 60 viên chức Nga có liên hệ tới vụ Magnitsky không được phép vào Anh.

## Luật Chịu trách nhiệm về Nhân quyền Toàn cầu Magnitsky
Luật Chịu trách nhiệm về Nhân quyền Toàn cầu Magnitsky (tiếng Anh: Global Magnitsky Human Rights Accountability Act) được xây dựng trên cơ sở Luật Magnitsky, mở rộng chế tài với các cá nhân vi phạm nhân quyền trên toàn thế giới. Theo đó, các cá nhân, quan chức ở các nước, kể cả Việt Nam, nếu bị liệt vào dạng vi phạm nhân quyền, sẽ có thể bị Hoa Kỳ hạn chế nhập cảnh, hoặc đóng băng tài sản. Văn bản điều luật quy định: "Tổng thống có thể áp dụng chế tài... đối với bất kỳ cá nhân nào mà Tổng thống xác định rõ ràng, dựa trên các bằng chứng đáng tin cậy, là phải chịu trách nhiệm về hành vi giết hại bất hợp pháp, tra tấn hoặc các vi phạm nghiêm trọng khác đối với quyền con người được quốc tế công nhận nhằm vào các cá nhân ở bất kỳ quốc gia nào". Luật nầy cũng áp dụng cho các cá nhân bị kết tội tham nhũng, biển thủ và một số tội danh khác. Điều luật này có hiệu lực 6 năm nhưng chỉ có Tổng thống Mỹ là có quyền chấm dứt chế tài với một cá nhân nào đó với điều kiện phải báo cáo cho Quốc hội. Nó là một phần của Dự Luật Ủy Quyền Quốc phòng năm 2017 (National Defense Authorization Act), gọi tắt là NDAA hoặc S.2943 mà Tổng thống Obama đã ký vào ngày 26-12-2016 sau khi được thông qua bởi hạ viện và thượng viện Hoa Kỳ vào ngày 8.12.
Tiến sĩ Nguyễn Đình Thắng, Tổng Giám đốc kiêm Chủ tịch Ủy ban Cứu trợ Người Vượt biển (BPSOS) cho biết có ba đối tượng có thể bị trừng phạt:
- Thứ nhất là những giới chức chính quyền và những thuộc hạ của họ hoặc những người ngoài chính phủ hợp tác với giới chức chính quyền vi phạm nghiêm trọng quyền con người mà được quốc tế ghi nhận.
- Thứ hai là những giới chức quyền cướp đoạt tài sản của người dân.
- Và thứ ba là những giới chức chính quyền can dự vào những vụ tham nhũng lớn và đàn áp những người đi phanh phui những vụ ấy."

Theo Tiến sĩ Thắng, có hai con đường để đưa những danh sách của những đối tượng trên đến Tổng thống Hoa Kỳ trong thời gian 120 ngày kể từ khi nhận được hồ sơ. Cách thứ nhất là gửi đến một số uỷ ban đặc trách, hữu trách trong Thượng viện, Hạ viện để đưa lên Tổng thống. Bên cạnh đó, văn phòng dân chủ nhân quyền và lao động của Bộ Ngoại giao Hoa Kỳ cũng có thể đệ trình lên Tổng thống.

### Trừng phạt
- Tổng thống Hoa Kỳ Donald Trump đã ban hành Sắc lệnh hành pháp 13818, có hiệu lực từ ngày 21 tháng 12 năm 2017, đây là lần đầu tiên Đạo luật Trách nhiệm Nhân quyền Toàn cầu Magnitsky được thực hiện, theo đó Hoa Kỳ Chính phủ áp đặt các biện pháp trừng phạt đối với 13 cá nhân được mô tả là "những kẻ vi phạm nhân quyền, và các nhân vật tham nhũng".[30][31] Dưới sự chỉ đạo của Tổng thống Trump, Steven Mnuchin, Bộ trưởng Bộ Tài chính Hoa Kỳ, đã tuyên bố các biện pháp trừng phạt đối với mười ba người. "[30] Các cá nhân bị xử phạt bao gồm Yahya Jammeh, cựu tổng thống của Gambia và Roberto Jose Rivas Reyes, chủ tịch Hội đồng bầu cử tối cao của Nicaragua.[32] Thêm 39 công ty và cá nhân có liên quan cũng bị Văn phòng Kiểm soát Tài sản Nước ngoài (OFAC) của Bộ Tài chính xử phạt.[32]

### Phê bình
Tạp chí Quốc phòng toàn dân cho là:"Điều luật nhân quyền toàn cầu Magnitsky là đi ngược lại với các nguyên tắc hợp tác giữa các quốc gia nói chung, quan hệ đối tác Toàn diện Việt Nam - Hoa Kỳ nói riêng. Việt Nam là một quốc gia có chủ quyền, nên không cho phép bất cứ ai, chính phủ nào có quyền áp đặt cơ chế pháp lý của họ lên công dân của mình (nếu không có sự thỏa thuận của Nhà nước Việt Nam). Bởi vậy, Điều luật Magnitsky là bất khả thi đối với Việt Nam." 

## Luật Magnitsky ở các nước khác
Luật tương tự và lấy cảm hứng từ Đạo luật Magnitsky Toàn cầu Hoa Kỳ ban hành tháng 12 năm 2016 sau đó đã được ban hành ở các quốc gia khác.

### Estonia
Vào ngày 8 tháng 12 năm 2016, Estonia đã đưa ra một đạo luật mới lấy cảm hứng từ Đạo luật Magnitsky, không cho phép người nước ngoài bị kết án vi phạm nhân quyền vào Estonia. Luật được nhất trí thông qua tại Quốc hội Estonia, tuyên bố rằng nó cho phép Estonia không cho phép nhập cảnh nếu trong số những điều khác, "có thông tin hoặc lý do chính đáng để tin" rằng họ đã tham gia vào các hoạt động dẫn đến "cái chết hoặc thiệt hại nghiêm trọng đến sức khỏe của một người ".

### Vương quốc Anh
Vào ngày 21 tháng 2 năm 2017, Hạ viện Anh nhất trí thông qua sửa đổi Dự luật tài chính hình sự của nước này lấy cảm hứng từ Đạo luật Magnitsky cho phép chính phủ đóng băng tài sản của những người vi phạm nhân quyền quốc tế ở Anh.
Vào ngày 1 tháng 5 năm 2018, Hạ viện Anh, không có sự phản đối, đã thêm "sửa đổi Magnitsky" vào Dự luật trừng phạt và chống rửa tiền cho phép chính phủ Anh áp dụng các biện pháp trừng phạt đối với những người vi phạm nhân quyền thô bạo.

### Canada
Vào tháng 5 năm 2017, Bộ Ngoại giao Nga đã cảnh báo Canada rằng luật mới dự kiến của họ, được gọi là Công lý cho các nạn nhân của các quan chức nước ngoài tham nhũng Bill (Luật Sergei Magnitsky), là một "bước đi không thân thiện" và rằng "Nếu Quốc hội Canada phê chuẩn luật trừng phạt này, các mối quan hệ giữa các nước chúng ta, đang trải qua thời kỳ khó khăn, sẽ chịu thiệt hại đáng kể ". CBC News tại Canada cũng báo cáo rằng Nga đã đưa Bộ trưởng Ngoại giao Canada, Chrystia Freeland, và mười hai chính trị gia và nhà hoạt động Canada khác vào danh sách đen của Kremlin và không cho phép họ vào "Nga vì những chỉ trích về hành động của Nga ở Ukraine và việc thôn tính Crimea ".
Vào ngày 19 tháng 10 năm 2017, Quốc hội Canada đã thông qua Dự luật, sau một cuộc bỏ phiếu nhất trí tại Hạ viện Canada, với 277 thuận, và không phiếu chống. Tổng thống Nga, Vladimir Putin, đã cáo buộc Canada dùng luật Magnitsky mới của nước này cho "các trò chơi chính trị".
Đạo luật Magnitsky của Canada cũng nhắm vào 19 quan chức Venezuela và 3 quan chức Nam Sudan, cùng với 30 cá nhân Nga bị trừng phạt lúc đầu.

### Litva
Vào ngày 9 tháng 11 năm 2017, Quốc hội Litva đã phê chuẩn để thảo luận về các sửa đổi liên quan đến luật, với 78 phiếu ủng hộ, một phiếu chống và năm phiếu trắng. Cuối cùng, vào ngày 16 tháng 11 năm 2017 (kỷ niệm 8 năm ngày mất của Sergei Magnitsky), Quốc hội Litva đã nhất trí thông qua luật.

### Latvia
Vào ngày 8 tháng 2 năm 2018, Quốc hội Latvia (Saeima) đã chấp nhận đính kèm luật trừng phạt, lấy cảm hứng từ vụ Sergei Magnitsky, để cấm người nước ngoài bị coi là phạm tội vi phạm nhân quyền vào nước này.